# Pere Terrencs
Pere Terrencs (Mallorca, segle XV-XVI) va ser un pintor que treballà a Mallorca durant el regnat dels Reis Catòlics i de l'emperador Carles.
Està documentat entre 1479 i 1528. Tenia casa i taller obert, de manera probable, a una travessia del carrer dels Paraires de Palma. Aprengué de pintar i d'utilitzar la tècnica de l'oli a València. El 1483, tornà a Mallorca i, el 1488, fou nomenat pintor oficial de la Universitat de la Ciutat i Regne de Mallorca. És autor de diversos retaules, com el de Sant Francesc, Santa Catalina i Santa Praxedis (1483), per al convent del Carme de Palma, el de Nostra Senyora del Roser, Sant Pere i Sant Joan (1498), per a la parròquia de Felanitx, el de Sant Jeroni (1512), per a la parròquia de Campos, el de Sant Jeroni per a l'església de Sant Jeroni de Palma i els de Sant Joaquim i Santa Anna, per als convents de Sant Bartomeu d'Inca, i de Santa Clara de Palma. Va ser contractat el 1488, amb Alonso de Sedano, per pintar el Martiri de Sant Sebastià, per a la Seu de Mallorca. El 1518 renovà el retaule de l'altar major de Sant Domingo de Palma. Va ser un pintor rellevant i regentà el primer taller de pintura del seu tempsw a Mallorca. La seva pintura és detallista, de bona factura, i marca el pas del gòtic tardà al Renaixement.